# Качка шишкодзьоба
Качка шишкодзьоба (Sarkidiornis melanotos) — водоплавний птах родини качкових. Отримала свою назву завдяки незвичайному для родини великому м'ясистому гребеню у качура, який особливо добре помітний в шлюбний сезон. Мешкає в тропіках Південної і Південно-Східної Азії та Африки. Один з двох видів роду Sarkidiornis

## Опис
Птах щільної статури, зовні більше схожа на гусака, ніж чим на типову качку. Довжина тіла 56-76 см, вага 1230—2610 г. Самці значно більші за самиць. Голова і шия білувато-кремові з множинними чорними плямами. Плямистість варіює в широких межах, і у деяких самців голова повністю або місцями виглядає повністю чорною. На потилиці у самиці є невеликий чубчик з подовженого пір'я. Спина і крила шиферно-сірі з металевим відливом зеленого, фіолетового, пурпурного або бронзового відтінку, більше вираженого у селезнів. Груди і черево білі з рудуватим відтінком. Дзьоб чорний, райдужина темно-коричнева. У самця в основі дзьоба є великий м'ясистий гребінь, або шишка, зазвичай млява, але набухає перед початком сезону розмноження.

## Розповсюдження
Три окремі популяції. У Південній і Південно-Східній Азії південний схід Пакистану , Індія до штату Асома на північному сході і міста Майсур на півдні, тераї (заболочені території в пониззі Гімалаїв) і долина річки Коси в Непалі , Бангладеш , М'янма, північно-західний, північно -східний і центральний Таїланд , Камбоджа, північний Лаос, західна і південна частина китайської провінції Юньнань, південний В'єтнам . В Африці на південь від дельти річки Сенегал в південній Мавританії і Сенегалі, басейну річки Нігер в Малі і Нігері, озер Чад, Фітри і долини річки Логон в Чаді, центрального Судану і Ефіопії . На півдні Африки зустрічається в долині річок Луангва і Кафу в Замбії , Лесото і Південно-Африканської республіки. .
Місцеперебування пов'язані з тропічними прісноводними водоймами — озерами, розливами річок і заболоченими територіями, головним чином лісовими. В Африці мешкає в савані, де трапляється на заливних луках і в заплавах річок. Переважно рівнинна птах, проте в передгір'ях Анд піднімається до 3500 м над рівнем моря. Веде осілий або кочовий спосіб життя, останній зазвичай пов'язаний з пошуком відповідних водойм в посушливий сезон. Вранці і ввечері більшу частину часу проводить на землі в пошуках корму, в решту часу зграями розташовується на деревах, в тому числі і сухих. Здатна утримуватися не тільки на гілках, але і на вертикальних стовбурах дерев.

## Розмоноження
Для качки шишкодзьобої характерна полігінія — один самець одночасно доглядає за двома — чотирма самицями. При цьому навколо селезня може збиратися і більша кількість самиць, проте стійкий зв'язок утворюється тільки з деякими з них. В умовах змінного клімату початок розмноження прив'язане до сезону дощів, коли є стійка кормова база. У Південній Африці це зазвичай грудень-березень, в Індії липень-вересень. За відсутності достатньої вологи в окремі роки качка може і зовсім відмовитися від відтворення потомства. У шлюбний період можливе суперництво між декількома самцями за право володіння самкою або гаремом, яке іноді закінчується бійкою. Гніздиться на деревах — в дуплах або основній розвилці стовбура, або в отворі стіни будівлі на висоті 6-9  м над землею. Іноді займає старі гнізда інших птахів — лелек, яструбів та орланів. У виняткових випадках, коли є недолік відповідних місць, влаштовує гніздо прямо на землі у високій траві або серед каменів. Одне і те ж гніздо часто містить кладки кількох качок, зазвичай 6-15 яєць. Трапляються і незвично великі кладки, до 50 яєць, проте вони, як правило, ніким не охороняються і гинуть. Яйця білі, іноді мають легкий жовтуватий відтінок. Розмір яєць 62 x 43 мм, вага близько 47 г. Насиджує одна з самиць, селезень участі в догляді за потомством не бере, проте знаходиться неподалік і стежить за наближенням хижаків. Пташенята виводком типу, приблизно через добу вже вистрибують із гнізда. Здатність до польоту з'являється приблизно через 70 днів .

## Живлення
Основу раціону складає рослинна їжа — насіння трав і водоростей, зерно. Крім того, іноді вживає в їжу комах (головним чином, сарану та личинки водних комах), рідко дрібну рибу. Пасеться на заливних луках і мілководді, або шукає корм на плаву. У районах землеробства годується на рисових полях. Активна рано вранці та пізно ввечері.